# Кедлинг
Ке́длинг (исл. Kerling) — вулкан в Исландии.
Кедлинг находится в северной части Исландии, на полуострове Трёдласкаги, южнее плоскогорья Эхснадальсхейди. Вулкан проявлял активность 6-7 миллионов лет назад. На вершине Кедлинга находится значительное количество липаритовой породы и вулканического пепла с высоким содержанием силиката. Сама же гора состоит преимущественно из базальта — как и большинство гор Трёдласкаги.
Высота Кедлинга составляет 1538 метров; это самая высокая гора на полуострове Трёлласкаги, где насчитывается более тысячи гор. Кедлинг также считается самой высокой горой северного побережья Исландии. К вулканической системе Кедлинга относится также гора Сулюр высотой в 1213 метров, господствующая над городом Акурейри.
Первым поднялся на вершину Кедлинга в 1810 году норвежец Ханс Фризам.